# Joaquim de Sousa Mursa
Joaquim de Sousa Mursa (Pelotas, Rio Grande do Sul, 1833 — Rio de Janeiro, 21 de outubro de 1893) foi um militar e político brasileiro.
Mursa seguiu carreira militar e percorreu todos os postos ate o de coronel. Ele era formado em engenharia na Escola Politécnica do Rio de Janeiro, em 1857, com bacharelado em Ciências Físicas e Matemáticas. Estudou metalurgia e geologia na Escola de Minas de Freiberg, na Alemanha, em 1860 e 1861.  Mursa foi diretor da Fábrica de Ferro de Ipanema entre 1865 e 1890. Na sua gestão produziu milhares de toneladas de ferro, reformou fornos e ampliou instalações.
Depois da Proclamação da República, assumiu o governo do estado de São Paulo no triunvirato, no qual atuavam também Prudente de Morais e Francisco Rangel Pestana. Mais tarde foi eleito deputado da assembléia constituinte, representando o partido republicano.
Casou com Laura Clementina Mursa, com quem teve dois filhos, Ulrico e Guido.